# 沙河地区

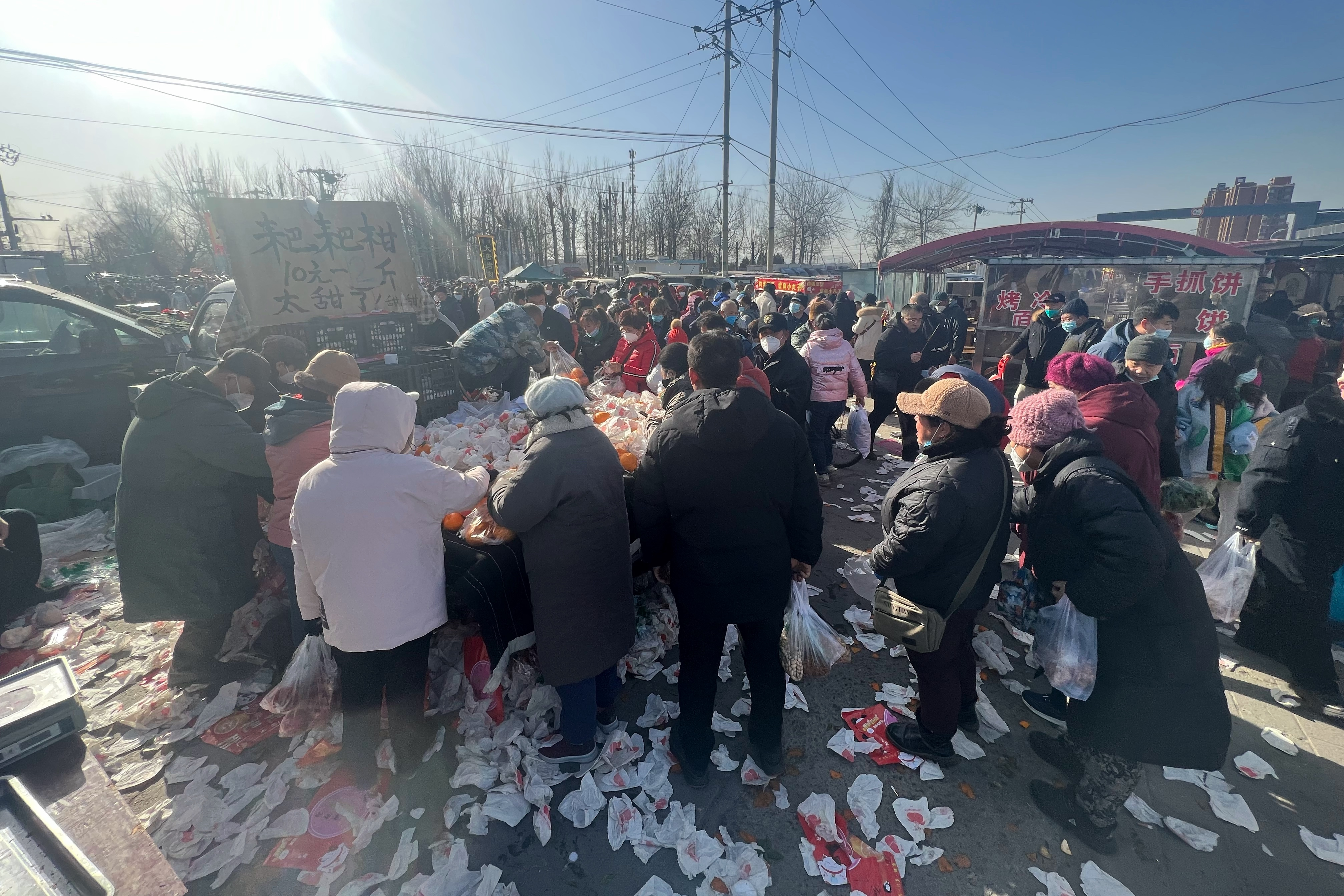
当地较为知名的沙河集市活动。位于沙河镇南，京藏高速西侧。一般在周末、周三开市。

沙河地区是中华人民共和国北京市昌平区下辖的一个地区办事处，同时保留沙河镇名称，其行政事务机构实行“一套人马，两块牌子”的体制，地区办事处与镇政府合署办公。

## 行政区划
沙河地区下辖以下村级单位：
南一社区、东一社区、西二社区、北二社区、沙阳路社区、沙阳路社区、保利罗兰香谷社区、兆丰家园社区、北街家园第一社区、北街家园第二社区、北街家园第三社区、碧水庄园社区、西沙屯村、老牛湾村、南一村、东一村、西二村、北二村、辛力屯村、路庄村、踩河村、丰善村、于辛庄村、满井东队村、满井西队村、松兰堡村、王庄村、小寨村、大洼村、七里渠南村、七里渠北村、白各庄村、豆各庄村和小沙河村

## 交通
- 京包铁路、京张城际铁路、双沙铁路、北京铁路西北环线：沙河站
- 北京地铁昌平线：沙河高教园站、沙河站、巩华城站、朱辛庄站